# NGC 5541-2
NGC 5541-2 is een spiraalvormig sterrenstelsel in het sterrenbeeld Ossenhoeder. Het hemelobject werd op 29 april 1788 ontdekt door de Duits-Britse astronoom William Herschel.

## Synoniemen
- UGC 9139
- MCG 7-29-59
- ZWG 219.65
- ARAK 444